# Martes
A Martes az emlősök (Mammalia) osztályának ragadozók (Carnivora) rendjébe, ezen belül a menyétfélék (Mustelidae) családjába és a rozsomákformák (Guloninae) alcsaládjába tartozó nem. Többnyire az ide tartozó fajokat nyesteknek nevezik. 

## Jellemzőik
A nyesteknek bozontos farkuk és nagy mancsuk, részben visszahúzódó karmaik vannak. Szőrzetük fajtól függően sárgástól a sötétbarnáig változik, amelyet a prémvadászok nagyra értékelnek a szőrmekereskedelemben. Karcsú, mozgékony állatok, alkalmazkodtak a tajgabeli élethez, tűlevelű és lombhullató erdőkben élnek többnyire az északi féltekén.

## Életmódjuk
A nyestek magányos állatok, csak késő tavasszal vagy nyár elején találkoznak a szaporodási időszakban. Legfeljebb öt vak és majdnem szőrtelen kölyökből álló almot hoznak világra kora tavasszal. Körülbelül két hónap múlva elválasztják őket, és körülbelül három-négy hónapos korukban magukra hagyják az anyjukat. 

## Rendszerezés
A nembe az alábbi 8 faj tartozik:
- Charronia alnem, 2 faj
  - sárgatorkú nyest (Martes flavigula)
  - Gwatkins-nyest (Martes gwatkinsii)

- Alopecogale alnem, 2 faj
  - amerikai nyest (Martes americana)
  - nyugati nyest (Martes caurina), az amerikai nyestről leválasztott faj
- Martes alnem, 2 faj
  - közönséges nyest (Martes foina)
  - nyuszt (Martes martes) – típusfaj
- Crocutictis alnem, 2 faj
  - feketelábú nyest (Martes melampus)
  - coboly (Martes zibellina)

Korábban a halásznyestet (Pekania pennanti) is ide sorolták mint a Pekania alnem egyetlen képviselőjét, később azonban különálló nem rangjára emelték az alnemet. 

## Képek

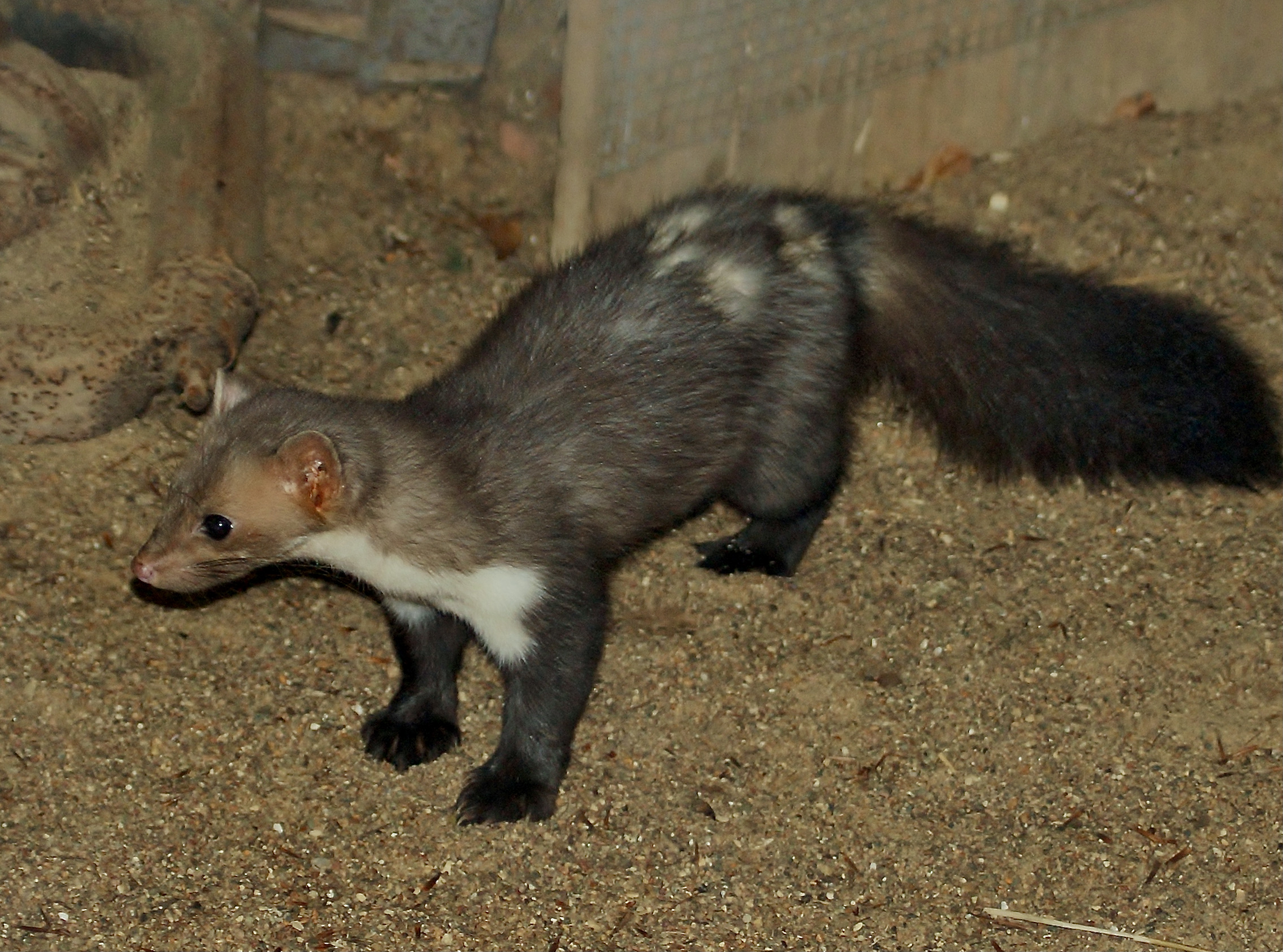
Közönséges nyest (M. foina)
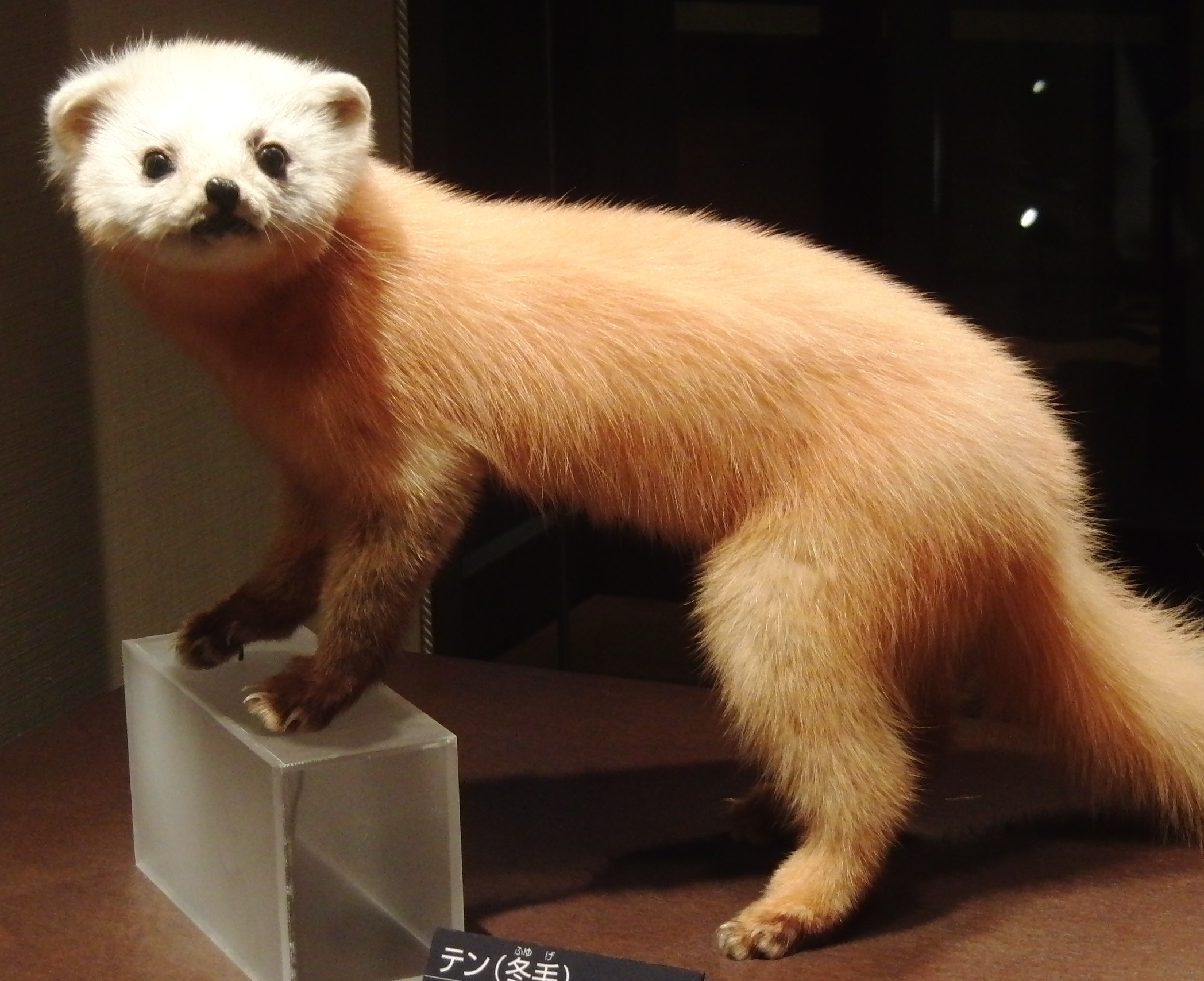
Kitömött feketelábú nyest (M. melampus)
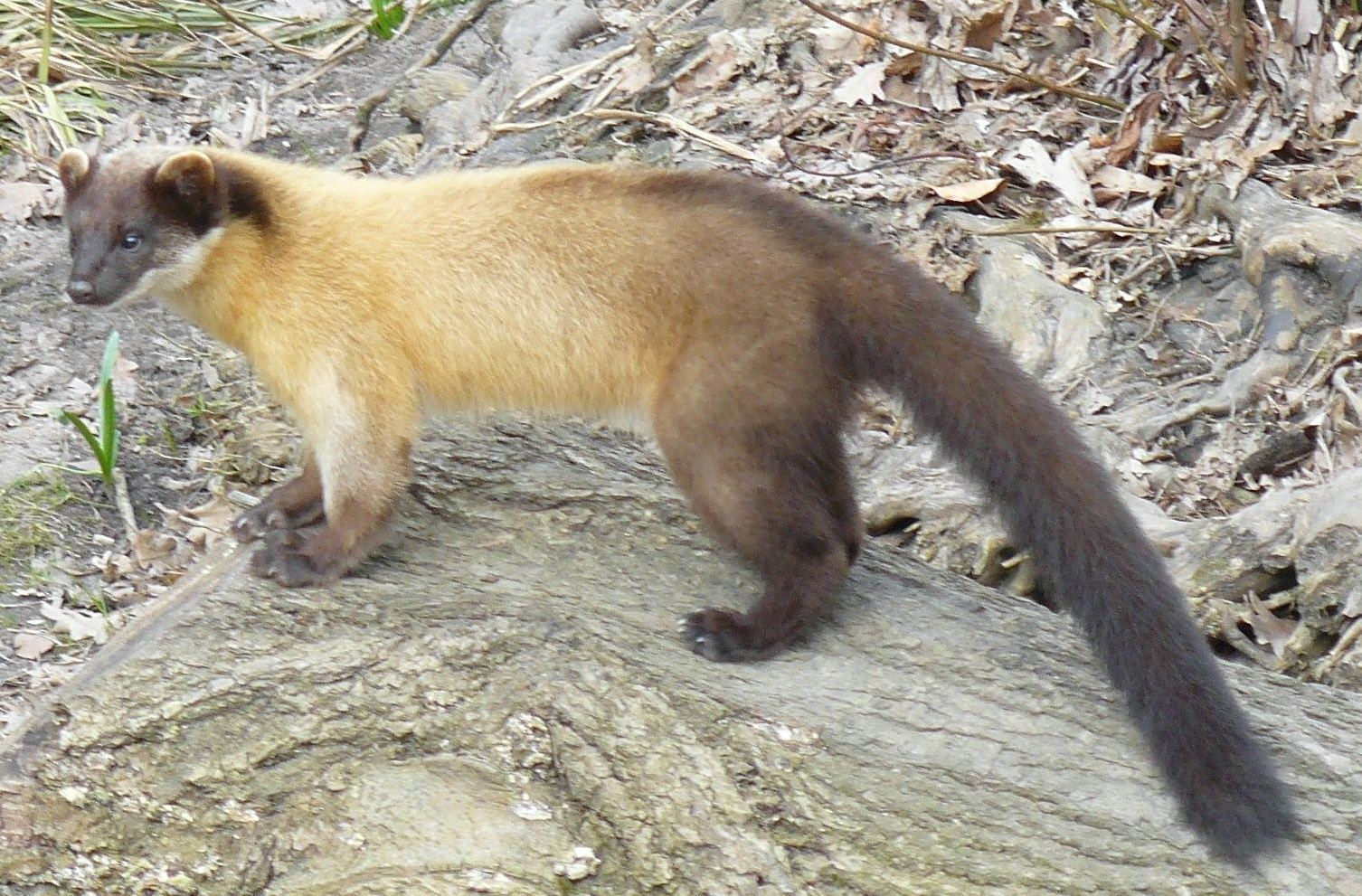
Sárgatorkú nyest (M. flavigula)
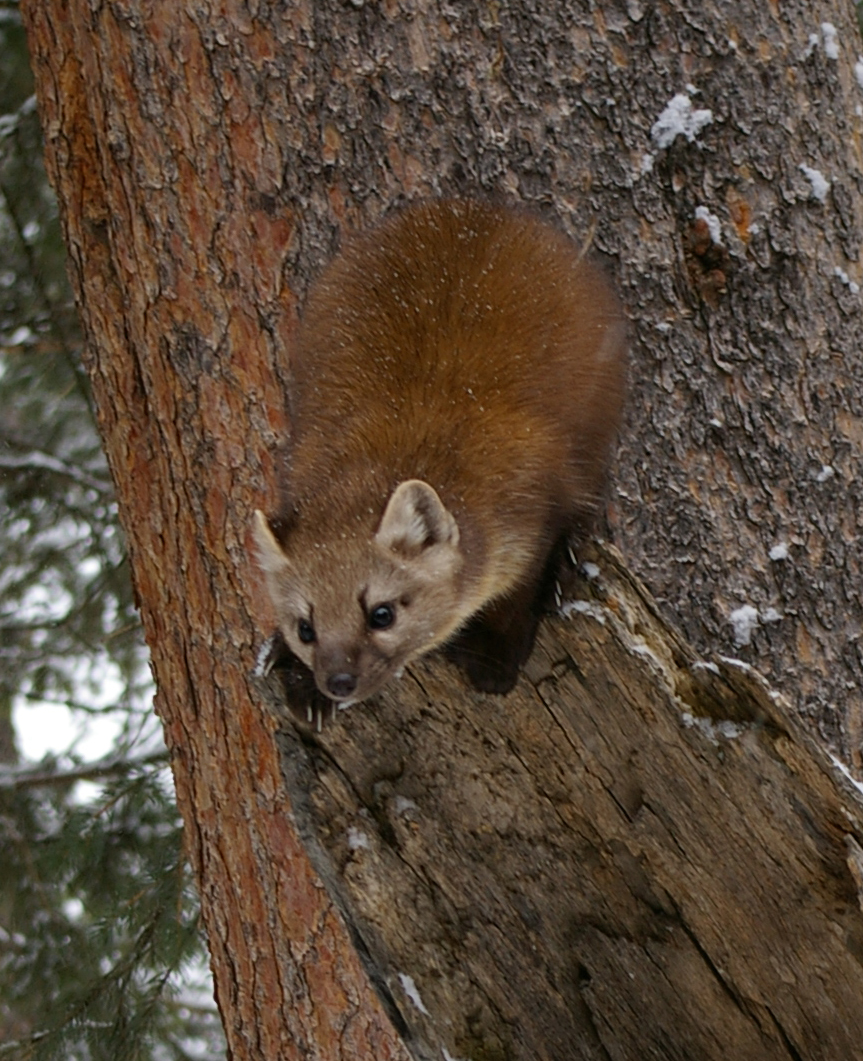
Nyugati nyest (M. caurina)
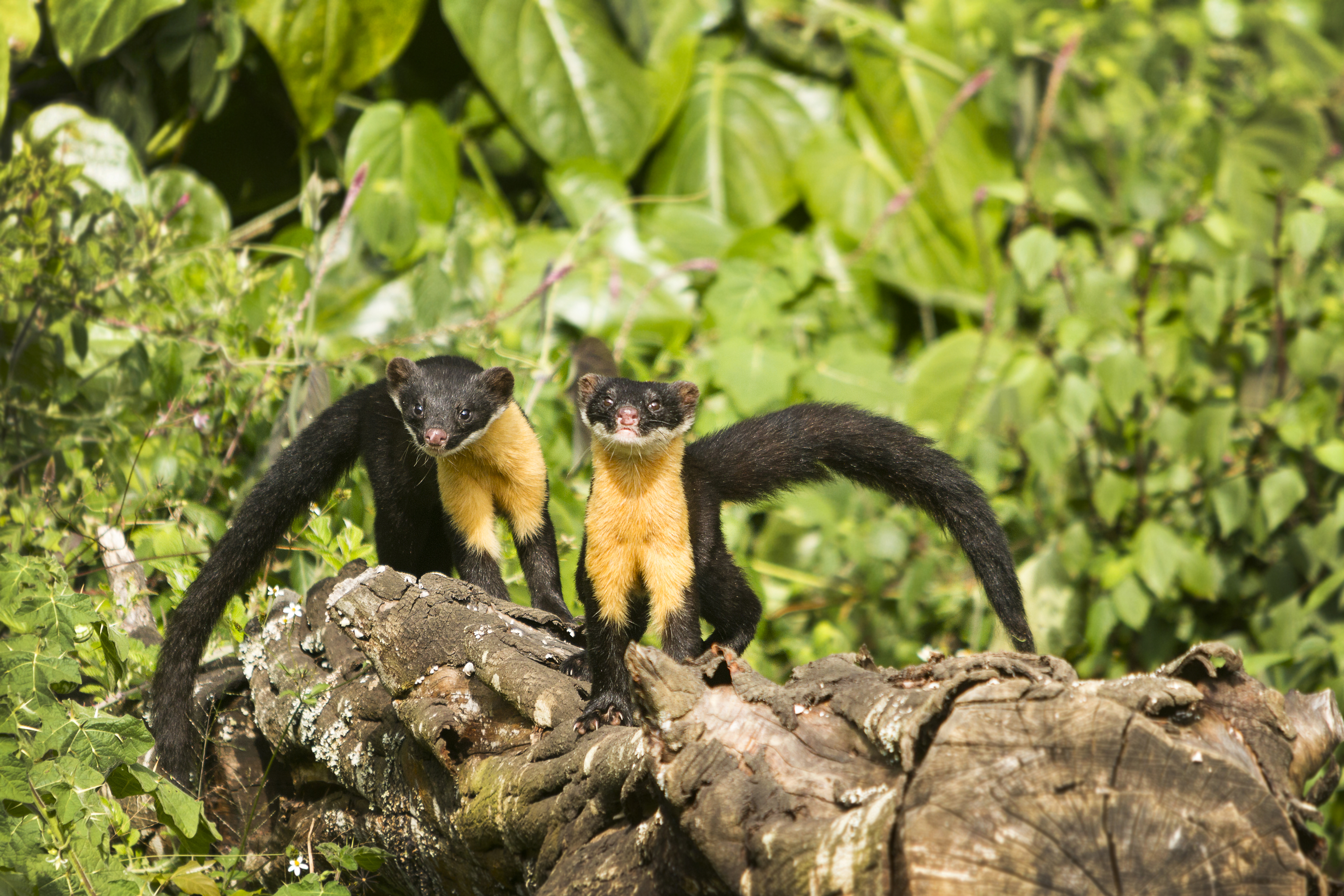
Gwatkins-nyest (M. gwatkinsi) pár
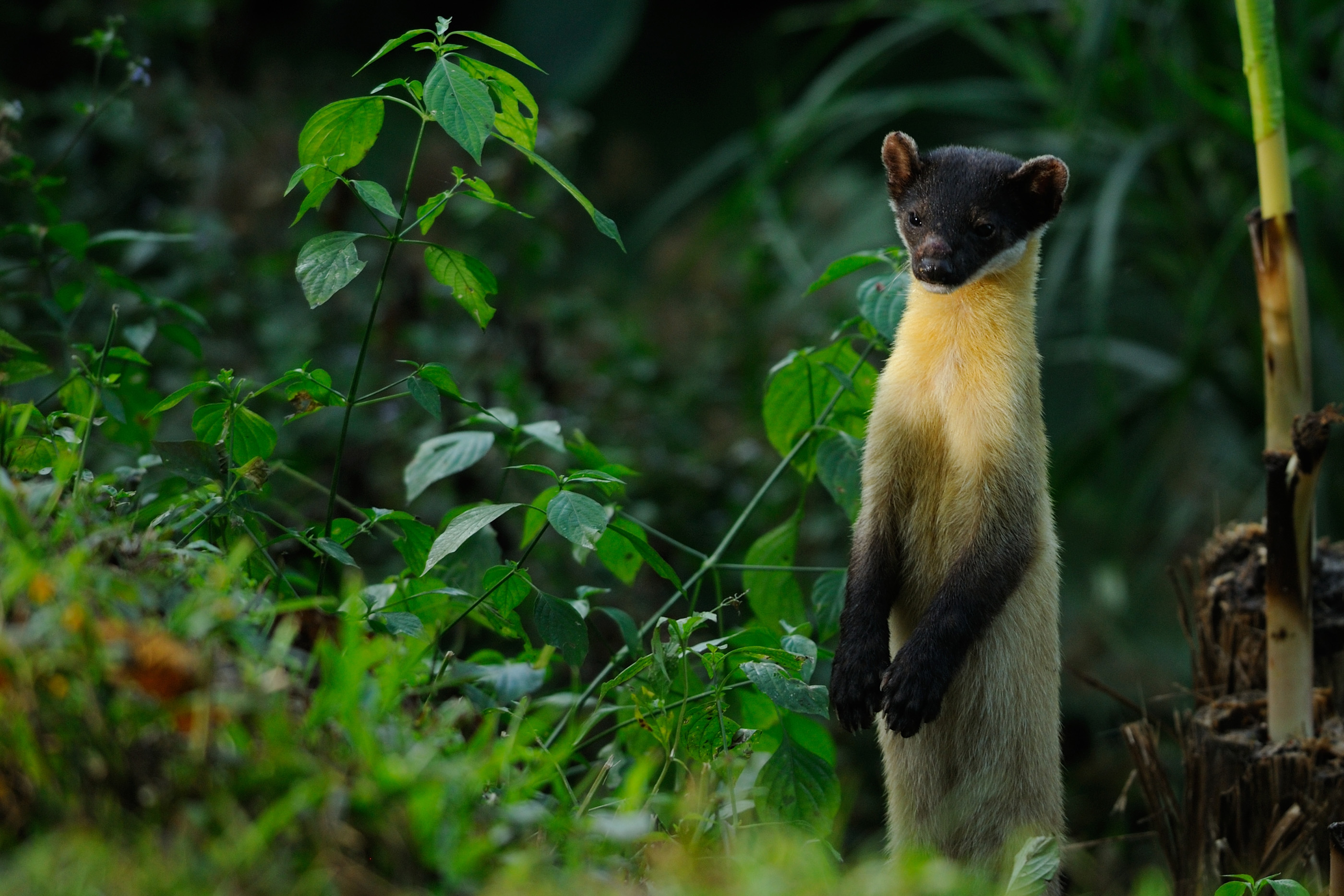
Sárgatorkú nyest felegyenesedve
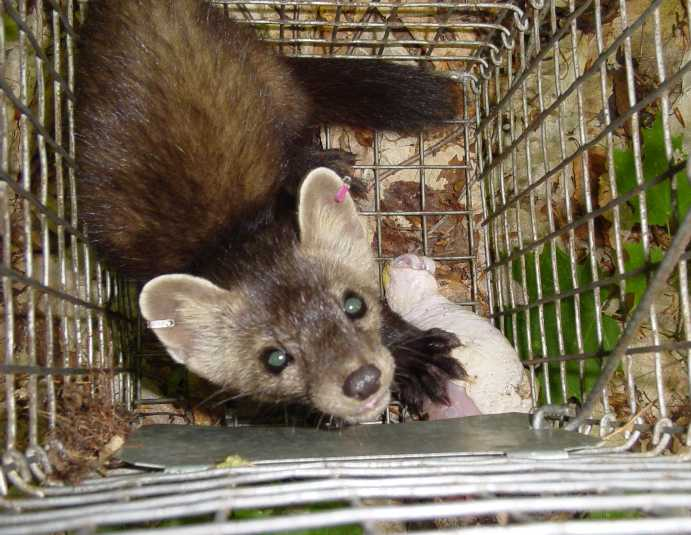
Amerikai nyest (M. americana)